# Altmann (Bernalperna)
Altmann är en bergstopp på gränsen mellan kantonerna Bern och Valais i Schweiz. Den är belägen i Bernalperna, cirka 70 kilometer sydost om huvudstaden Bern. Toppen på Altmann är 3 463 meter över havet.